# M36 (САУ)
90-мм винищувач танків M36 «Джексон» (англ. M36 tank destroyer) або 90-мм самохідна гармата М36 (англ. 90 mm Gun Motor Carriage, M36) — винищувач танків виробництва США часів Другої світової війни, створений на базі корпусу винищувача танків M10 «Вулверін» (що конструктивно створювався на базі шасі середнього танку M4 Sherman), з потужнішою 90-мм гарматою M3. Вперше взяв участь у бою в жовтні 1944 року й відразу відмінно зарекомендував себе, як ефективний засіб протитанкової боротьби, спроможний протистояти німецьким танкам типу «Пантера» та «Тигр». Після Другої світової брав активну участь у боях Корейської війни, де на рівних змагався з радянськими танками, що брали участь у цьому збройному конфлікті. Деякі зразки змагались у боях в Югославії в 1990-х роках.

## Історія
M36 «Джексон» став останнім спеціалізованим винищувачем танків американської армії часів Другої світової. Після того, як американські війська зустрілись на полі бою з танками вермахту, досить швидко з'ясувалося, що у США просто немає ефективного засобу для ураження важких німецьких танків. Основний американський танк M4 «Шерман» і створена на його базі САУ M10 Wolverine, а також M18 Hellcat з їхніми 76-мм гарматами виявилися слабо пристосованими до боротьби проти нових німецьких танків — «Тигрів» і «Пантер». На щастя для американців, вони порівняно швидко змогли оцінити загрозу. Ще у вересні 1942 року розробники підрахували, що стандартна 76-мм гармата M7 ефективна на відстані тільки 500 м. І з цього періоду в ініціативному порядку розпочали роботи з 90-мм гарматою M3. Восени 1942 року американські танкісти зіткнулись з німецькими «Тиграми» у Північній Африці. Результати цієї зустрічі серйозно прискорили роботи зі створення нової самохідки на тому ж шасі танка «Шерман», але оснащеної потужнішою гарматою.
У жовтні 1942 року американці звернулися до ідеї досліджувати можливості переробки 90-мм зенітної гармати, що мала високу початкову швидкість снаряда, в протитанкову. Гармату планувалося встановлювати на танки і самохідні установки. Аналогічний досвід провели німці зі своєю знаменитою «вісім-вісім» ще раніше. Їхня зенітка, яка перекваліфікувалася в протитанкову гармату, по праву є однією з найвідоміших артилерійських систем Другої світової війни.
Проміжним варіантом винищувача танків стала 90-мм самохідна установка з відкритою баштою T53 (англ. 90 mm Gun Motor Carriage T53) на шасі танку M4. Командуванням армії був навіть підписаний контракт на виготовлення 500 одиниць цієї САУ, однак, її характеристики виявились настільки слабкими та «сирими», що контракт був незабаром скасований.
Фахівці розпочали розробку нової досконалішої башти, де мала монтуватись 90-мм гармата. Важливою відмінністю від попередньої башти стало те, що американці вирішили проблеми довжини артилерійської системи та значної ваги, за рахунок встановлення великого гарматного ящика під снаряди 1-ї черги. Також збільшили бронювання усієї башти і встановили новий гідравлічний поворотний механізм.
У вересні 1943 року перші дослідні прототипи самохідної установки під назвою 90-мм артилерійська самохідна система T71 (англ. 90 mm Gun Motor Carriage T71) були завершені. Після успішного проведення тестових випробувань, армія замовила 300 одиниць винищувачів танків. А 1 червня 1944 року він був прийнятий на озброєння під маркою 90-мм самохідна гармата М36 (англ. 90 mm Gun Motor Carriage M36)
Серійне виробництво нової протитанкової самохідної установки почалося у квітні 1944 року, влітку ці винищувачі танків вже опинилася у військах. Однак до проведення операції «Оверлорд» і висадки союзників у Франції установка запізнилася, а командування армії наполегливо вимагало нових установок для боротьби з німецькими танками.
З червня до грудня 1944 року Massey-Harris переробила 500 винищувачів танків M10A1 на M36. Виробництво удосконалених M36B1 тривало з жовтня до грудня 1944 року. У цей же період American Locomotive Company перетворила 413 M10A1 на M36. І фінальна партія з 200 M10A1 була конвертована компанією Montreal Locomotive Works у травні 1945 року.
САУ M36 вперше вступили в бій з німцями восени 1944 року і до появи під самий кінець війни американських важких танків «Першінг» були єдиним по-справжньому ефективним засобом боротьби з німецькими важкими танками. До січня 1945 року у складі американських військ на західноєвропейському театрі воєнних дій перебувало 6 протитанкових батальйонів, озброєних САУ M36, п'ять у складі 12-ї групи армій і шостий — у 6-й групі армій. За штатом у кожному такому батальйоні в трьох протитанкових ротах налічувалось у цілому 36 винищувачів танків M36.
Після завершення Другої світової війни САУ, яка була випущена серією у 2324 примірники, досить довго залишалася на озброєнні американської армії, встигнувши взяти участь у бойових діях в Кореї, а також перебувала на озброєнні інших країн. При цьому, на відміну від САУ M10, жодна установка M36 аж до закінчення Другої світової війни не була поставлена союзникам США.

## Відео
- M36 Jackson tank destroyer

## В іграх
- Battle Tanks: Legends of World War II [Архівовано 31 жовтня 2019 у Wayback Machine.]